# 盖赖什德洛克
盖赖什德洛克，是匈牙利巴兰尼亚州所辖的一个村。总面积25.28平方公里，总人口794，人口密度31.4人/平方公里（2011年1月1日）。